# Yusuke Sato
Yusuke Sato (佐藤 悠介 Sato Yusuke?), född 2 november 1977 i Saitama prefektur, är en japansk före detta fotbollsspelare.
Sato började sin karriär 1996 i Nagoya Grampus Eight. Efter Nagoya Grampus Eight spelade han för Vissel Kobe, Omiya Ardija, Montedio Yamagata, Cerezo Osaka, Shonan Bellmare, Tokyo Verdy och Tochigi SC. Han avslutade karriären 2010.